# Договор о нераспространении ядерного оружия
Догово́р о нераспростране́нии я́дерного ору́жия (англ. Treaty on the Non-Proliferation of Nuclear Weapons, сокращённо — Non-Proliferation Treaty, NPT) — многосторонний международный акт, разработанный Комитетом по разоружению ООН с целью установления прочной преграды на пути расширения круга стран, обладающих ядерным оружием, обеспечить необходимый международный контроль за выполнением государствами взятых на себя по договору обязательств с тем, чтобы ограничить возможность возникновения вооружённого конфликта с применением такого оружия; создать широкие возможности для мирного использования атомной энергии.
Одобрен Генеральной Ассамблеей ООН 12 июня 1968 и открыт для подписания 1 июля 1968 года в Москве, Вашингтоне и Лондоне. Ратифицирован СССР 24 ноября 1969 года (Российская Федерация — правопреемник СССР по выполнению договора). Вступил в силу 5 марта 1970 года после сдачи на хранение ратификационных грамот государствами-депозитариями (СССР, США, Великобритания; подписали в течение 1968 года), а также 40 другими странами. Франция и КНР подписали договор в 1992 году. 11 мая 1995 года свыше 170 стран-участниц договорились продлить действие договора на неопределённый срок без каких-либо дополнительных условий.
Участниками договора являются почти все независимые государства мира, за исключением Израиля, Индии, Пакистана, Южного Судана и КНДР (вышла из договора после подписания).

## Основные положения договора

Дата подписания договора странами (включая СССР, Югославию и Чехословакию)
1-е десятилетие: ратифицировали или присоединились в 1968—1977 гг.
2-е десятилетие: ратифицировали или присоединились в 1978—1987 гг.
3-е десятилетие и позднее: ратифицировали или присоединились после 1988 года
Не подписали (Индия, Израиль, Пакистан, Южный Судан)

Договор устанавливает, что государством, обладающим ядерным оружием, считается то, которое произвело и взорвало такое оружие или устройство до 1 января 1967 года (то есть СССР, США, Великобритания, Франция и Китай).
По Договору, каждое из его государств-участников, обладающих ядерным оружием, обязуется не передавать кому бы то ни было это оружие или другие ядерные взрывные устройства, а также контроль над ними ни прямо, ни косвенно; равно как и никоим образом не помогать, не поощрять и не побуждать какое-либо государство, не обладающее ядерным оружием, к производству или приобретению каким-либо иным способом ядерного оружия или других ядерных взрывных устройств, а также контроля над ними.
Каждое из государств-участников Договора, не обладающих ядерным оружием, обязуется не принимать от кого бы то ни было ядерного оружия и/или других ядерных взрывных устройств, а также контроля над ними ни прямо, ни косвенно; равно как и не производить и не приобретать каким-либо иным способом ядерного оружия или других ядерных взрывных устройств и не принимать какой-либо помощи в их производстве.
Договор закрепляет неотъемлемое право всех государств-участников развивать исследования, производство и использование ядерной энергии в мирных целях без дискриминации и в соответствии с Договором. Договор обязывает его участников обмениваться в этих целях оборудованием, материалами, научной и технической информацией, содействовать получению неядерными государствами благ от любого мирного применения ядерных технологий.
Важным дополнением к договору являются резолюция Совета Безопасности ООН от 19 июня 1968 года и идентичные заявления трёх ядерных держав — СССР, США и Великобритании по вопросу о гарантиях безопасности неядерных государств-участников договора. В резолюции предусматривается, что в случае ядерного нападения на неядерное государство или угрозы такого нападения Совет Безопасности и прежде всего его постоянные члены, располагающие ядерным оружием, должны будут немедленно действовать в соответствии с Уставом ООН для отражения агрессии; в ней подтверждается также право государств на индивидуальную и коллективную самооборону в соответствии со статьёй 51 Устава ООН до тех пор, пока Совет Безопасности не примет необходимых мер для поддержания международного мира и безопасности. В заявлениях, с которыми каждая из трёх держав выступила при принятии этой резолюции, указывается, что любое государство, совершившее агрессию с применением ядерного оружия или угрожающее такой агрессией, должно знать, что его действия будут эффективным образом отражены при помощи мер, принятых в соответствии с Уставом ООН; в них провозглашается также намерение СССР, США и Великобритании оказать помощь тому неядерному участнику договора, который подвергнется ядерному нападению.
Контроль за нераспространением ядерного оружия осуществляется с помощью Международного агентства по атомной энергии (МАГАТЭ), с которым каждый участник Договора, не обладающий ядерным оружием, обязан заключить соответствующее соглашение.
Пять государств, обладающих ядерным оружием, приняли на себя обязательства не применять его против государств, не располагающих таким оружием, за исключением ситуации, когда они отвечают на ядерный удар или на нападение с применением обычных средств, совершённое в союзе с ядерным государством. Эти обязательства, однако, не были включены в текст самого Договора, и конкретная форма таких обязательств могла со временем изменяться. США, например, указывали, что они могут применить ядерное оружие в ответ на нападение с применением неядерного «оружия массового уничтожения», такого как биологическое или химическое оружие, поскольку США не могут применить в ответ ни то, ни другое. Министр обороны Великобритании Джофф Хун косвенно указывал на возможность применения ядерного оружия в ответ на нападение с применением обычного оружия, осуществлённое каким-либо из «государств-изгоев».
В статье VI и преамбуле Договора указывается, что ядерные государства будут стремиться к сокращению и уничтожению своих ядерных запасов. Тем не менее, за более чем 30 лет существования Договора мало что было сделано в этом направлении. В статье I ядерные государства обязуются не «побуждать какое-либо государство, не обладающее ядерным оружием, … приобретать ядерное оружие» — однако принятие ядерным государством военной доктрины, основывающейся на возможности нанесения упреждающего удара, равно как и иные угрозы применения вооружённой силы, можно в принципе рассматривать как такого рода побуждение. В статье X говорится, что любое государство вправе выйти из Договора, если оно сочтёт, что вынуждено сделать это ввиду какого-либо «чрезвычайного события» — например, ввиду предполагаемой угрозы.

## Страны, не подписавшие договор
Три государства — Израиль, Индия и Пакистан — отказались подписать Договор. Индия, Пакистан и, предположительно, Израиль обладают ядерным оружием.

### Израиль
Израиль занимается ядерными разработками в ядерном центре в городе Димона (пустыня Негев). В середине 1980-х годов бежавший из Израиля техник ядерного центра Мордехай Вануну рассказал лондонской газете Sunday Times, что в центре разрабатывается ядерное оружие и что Израиль с 1958 года накопил от 100 до 200 боеголовок. Официальный Израиль отказывается подтвердить или опровергнуть утверждения о своих ядерных разработках. Израиль, будучи членом МАГАТЭ, не присоединился к ДНЯО, не является участником международных соглашений о контроле за ядерным экспортом. Израиль игнорирует и всячески затрудняет[как?] продвижение[кем?] идеи о создании безъядерной зоны на Ближнем Востоке. Позицией Израиля по ДНЯО большая группа стран обусловливает своё неприсоединение к Конвенции о запрещении биологического и токсинного оружия (КБТО) и Конвенции о запрещении химического оружия (КЗХО). В 2010 году на совещании в Вене глава израильской комиссии по атомной энергии Шауль Хорев в очередной раз заявил, что Израиль не станет подписывать договор о нераспространении атомного оружия. Бывший директор МАГАТЭ Мохаммед Эль-Барадеи рассматривал Израиль как государство, обладающее ядерным оружием.

### ЮАР
В ЮАР в годы апартеида была осуществлена программа создания ядерного оружия — предположительно, при содействии Израиля, и, возможно, был произведён испытательный ядерный взрыв над Атлантикой, однако впоследствии ядерная программа была закрыта и в начале 1990-х ЮАР подписала ДНЯО, предварительно уничтожив свой небольшой ядерный арсенал.

### Индия и Пакистан
Индия и Пакистан объявили об обладании ядерным оружием и провели его испытания. Данные страны никогда не подписывали ДНЯО.

### Южный Судан
С момента получения своей независимости в 2011 Южный Судан ещё не подписал ДНЯО, однако он никогда не отказывался присоединиться к нему в будущем.

## Страны, подписавшие договор, но позже отозвавшие подпись

### КНДР
КНДР ратифицировала Договор, но отозвала свою подпись после конфликта с МАГАТЭ (см. Ядерная программа КНДР).

## Страны, подписавшие договор, но подозреваемые в его нарушении

### Иран
Иран также подписал Договор, но с 2004 года находится под подозрением в его нарушении и разработке ядерного оружия.

### Россия
25 мая 2023 года Россия подписала договор с Белоруссией (также в 1995 году подписавшей Договор о нераспространении ядерного оружия) о размещении на территории последней российского ядерного оружия. 

### США
7 октября 2021 года МИД России сообщило о модернизации ядерного оружия США в Европе и заявило, что США нарушают договор о ядерном оружии в Европе. Владимир Ермаков, директор департамента по вопросам нераспространения и контроля над вооружениями, заявил, что «в нарушение обязательств по Договору о нераспространении ядерного оружия на территории неядерных европейских стран размещено американское нестратегическое ядерное оружие, ведется его модернизация, включая средства доставки». По мнению представителя МИД России, это является нарушением ДНЯО; США также занимаются модернизацией данного оружия, в том числе и средств доставки, что несёт военную угрозу безопасности России.
Также Владимир Ермаков обратил внимание на проведение «совместных ядерных миссий» НАТО, в том числе с участием неядерных стран, входящих в альянс. Это тоже является нарушением договорённостей.
У США на данный момент есть перевес по стратегическому наступательному оружию. Соединённые Штаты на 1 сентября имеют 2854 единицы, Россия — 2727. Численность ядерного оружия США на территории Европы не раскрывается.
Китайские власти против нового партнёрства в сфере безопасности между Австралией, Великобританией и США (AUKUS), поскольку такой альянс пренебрегает международными договорённостями о нераспространении ядерного оружия. Об этом заявил официальный представитель МИД КНР Чжао Лицзянь в сентябре 2021 года.
По словам китайского дипломата, Вашингтон, Лондон и Канберра не должны дестабилизировать международную ситуацию. Как уточнил официальный представитель, AUKUS подрывает результаты деятельности членов Ассоциации государств Юго-Восточной Азии, направленной на поддержание мира в регионе.
Генеральный секретарь НАТО Йенс Столтенберг, выступая в Берлине на конференции, организованной Германским атлантическим обществом и Федеральной академией политики безопасности, подтвердил, что Германия хранит ядерное оружие США. Кроме того Столтенберг заявил, что ядерное оружие может оказаться в других европейских странах, в частности к востоку от Германии.

## Контроль за соблюдением
Основной проблемой с точки зрения контроля за соблюдением ДНЯО является то, что один и тот же процесс — обогащение урана — может быть использован как для получения ядерного топлива для АЭС, так и в создании ядерной бомбы. Выработка ядерных материалов для бомбы может осуществляться тайно, под видом производства ядерного топлива (в чём подозревают Иран) — или, как в ситуации с Северной Кореей, государство-участник ДНЯО может просто выйти из Договора. Другими словами, наличие или отсутствие политической воли — это всё, что может помешать любому государству, развивающему ядерную энергетику, создать собственную ядерную бомбу. Однако создание ядерной бомбы представляет собой значительно более сложный процесс, чем обогащение урана в мирных целях. Для запуска процесса на АЭС урановая руда должна быть обогащена до 4—5 % содержания изотопа урана 235U, для атомного реактора на АПЛ — 20—60 % (в зависимости от типа реактора), для бомбы — 90 %.
Экс-руководитель МАГАТЭ Мохаммед аль-Барадеи считает, что в наше время ядерную бомбу могли бы создать не менее 40 государств при своём желании. В мире существует настоящий «чёрный рынок» ядерных материалов, всё новые и новые страны предпринимают попытки приобрести технологии производства материалов, пригодных для использования в ядерном оружии. Налицо также явно выраженное желание террористов заполучить оружие массового уничтожения. Всё это, по мнению аль-Барадеи, радикально изменило общую ситуацию в области ядерной безопасности.
Каждые пять лет проводятся конференции по рассмотрению действия ДНЯО. Последняя такая конференция прошла в апреле-мае 2015 года.
На этой конференции аль-Барадеи представил предложения по укреплению режима нераспространения:
- отказ от строительства новых установок по обогащению урана и выделению плутония на ближайшие пять лет;
- перевод всех исследовательских реакторов, работающих на высокообогащённом уране, на использование низкообогащённого урана;
- ужесточение требований по проведению инспекций МАГАТЭ;
- ужесточение действий Совета Безопасности ООН в отношении любой страны, которая выходит из ДНЯО;
- ужесточение расследований и судебных преследований любой незаконной торговли ядерными материалами и технологиями;
- ускорение ядерного разоружения государств — участников ДНЯО, обладающих ядерным оружием;
- принятие мер, направленных на устранение существующего дефицита безопасности в регионах, подобных Ближнему Востоку и Корейскому полуострову.

## Страны — участники Договора
- Австралия
- Австрия
- Азербайджан
- Албания
- Алжир
- Андорра
- Ангола
- Антигуа и Барбуда
- Аргентина
- Армения
- Афганистан
- Багамы
- Бангладеш
- Барбадос
- Бахрейн
- Белоруссия
- Белиз
- Бельгия
- Бенин
- Болгария
- Боливия
- Босния и Герцеговина
- Ботсвана
- Бразилия
- Бруней
- Буркина-Фасо
- Бурунди
- Бутан
- Вануату
- Ватикан
- Великобритания
- Венгрия
- Венесуэла
- Восточный Тимор
- Вьетнам
- Габон
- Гаити
- Гайана
- Гамбия
- Гана
- Гватемала
- Гвинея
- Гвинея-Бисау
- Германия
- Гондурас
- Гренада
- Греция
- Грузия
- Дания
- Джибути
- Доминика
- Доминиканская Республика
- Египет
- Замбия
- Зимбабве
- Индонезия
- Иордания
- Ирак
- Иран
- Ирландия
- Исландия
- Испания
- Италия
- Йемен
- Кабо-Верде
- Казахстан
- Камбоджа
- Камерун
- Канада
- Катар
- Кения
- Кипр
- Кирибати
- Китай
- Коморские Острова
- Республика Конго
- Конго, Демократическая Республика (бывший Заир)
- Колумбия
- Коста-Рика
- Кот-д'Ивуар
- Куба
- Кувейт
- Кыргызстан
- Лаос
- Латвия
- Лесото
- Либерия
- Ливан
- Ливия
- Литва
- Лихтенштейн
- Люксембург
- Маврикий
- Мавритания
- Мадагаскар
- Малави
- Малайзия
- Мали
- Мальдивы
- Мальта
- Марокко
- Маршалловы Острова
- Мексика
- Мозамбик
- Молдавия
- Монако
- Монголия
- Мьянма
- Намибия
- Науру
- Непал
- Нигер
- Нигерия
- Нидерланды
- Никарагуа
- Новая Зеландия
- Норвегия
- ОАЭ
- Оман
- Палау
- Панама
- Папуа — Новая Гвинея
- Парагвай
- Перу
- Польша
- Португалия
- Россия
- Руанда
- Румыния
- Сальвадор
- Самоа
- Сан-Марино
- Сан-Томе и Принсипи
- Саудовская Аравия
- Свазиленд
- Северная Македония
- Сейшельские острова
- Сенегал
- Сент-Винсент и Гренадины
- Сент-Китс и Невис
- Сент-Люсия
- Сербия и Черногория
- Сингапур
- Сирия
- Словакия
- Словения
- Соединённые Штаты Америки
- Соломоновы Острова
- Сомали
- Судан
- Суринам
- Сьерра-Леоне
- Таджикистан
- Таиланд
- Танзания
- Того
- Тонга
- Тринидад и Тобаго
- Тувалу
- Тунис
- Туркменистан
- Турция
- Уганда
- Украина
- Узбекистан
- Уругвай
- Федеративные Штаты Микронезии
- Фиджи
- Филиппины
- Финляндия
- Франция
- Хорватия
- Центральноафриканская Республика
- Чад
- Чехия
- Чили
- Швейцария
- Швеция
- Шри-Ланка
- Эквадор
- Экваториальная Гвинея
- Эритрея
- Эстония
- Эфиопия
- ЮАР
- Южная Корея
- Ямайка
- Япония